# Oxynychus
Oxynychus — подрод божьих коровок рода Hyperaspis. Ранее отдельный род.

## Описание
Коготки без зубца.

## Систематика
В составе подрода:
- Hyperaspis erythrocephalus Fabricius, 1787
- Hyperaspis sexpustulatus Motschulsky, 1837